# Federazione francese di nuoto
La Federazione francese di nuoto (Fédération française de natation - FFN) è l'organismo sportivo nazionale del nuoto in Francia. La sede si trova a Pantin. La Federazione francese di nuoto è stata fondata nel 1920. Il presidente si chiama Francis Luyce. È affiliata alla Federazione internazionale del nuoto.

## Organizzazione
- Presidente: Francis Luyce
- Tesoriere: Jean-Paul Vidor